# 몬스트러몰로지스트 2
《몬스트러몰로지스트 2 - 웬디고의 저주》(영어: The Curse of the Wendigo)는 릭 얀시의 2010년 장편 고딕 호러 소설로, 몬스트러몰로지스트 사부작의 두 번째 시리즈이다. 대한민국에는 황금가지에서 박슬라 번역으로 출간되었다.